# Chung kết giải vô địch bóng đá châu Âu 2004
Trận chung kết giải vô địch bóng đá châu Âu 2004 là một trận đấu bóng đá diễn ra vào ngày 4 tháng 7 năm 2004 tại sân vận động Ánh sáng ở Lisbon, Bồ Đào Nha để xác định đội chiến thắng của UEFA Euro 2004. Trận đấu có sự góp mặt của đội chủ nhà Bồ Đào Nha, đội đã vào trận với tư cách là đội được yêu thích, và Hy Lạp, đội chỉ mới chơi ở Giải vô địch châu Âu lần thứ hai trong lịch sử. Đây là lần đầu tiên trong một giải đấu quốc tế lớn mà cả hai đội lọt vào trận chung kết cũng là hai đội chơi trong trận khai mạc của giải đấu. Cả hai đội bóng này đã vượt qua vòng loại trực tiếp từ Bảng A của giải đấu, với Hy Lạp chiến thắng 2-1 trong cuộc gặp gỡ trước đó giữa hai đội tại vòng bảng.
Hy Lạp thắng chung cuộc 1–0, bất chấp tỷ lệ cược 80–1 từ đầu giải, với bàn thắng ấn định chiến thắng ở phút 57 của Angelos Charisteas.

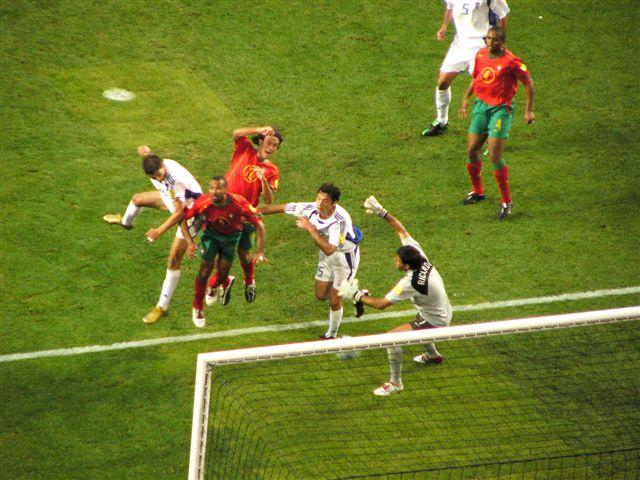
Cú đánh đầu định mệnh giúp Hy Lạp viết nên tại Euro 2004